# Campeonato Europeo de Ciclocrós de 2008
El VI Campeonato Europeo de Ciclocrós se celebró en Liévin (Francia) el 2 de noviembre de 2008 bajo la organización de la Unión Europea de Ciclismo (UEC) y la Federación Francesa de Ciclismo.

## Medallistas
| Evento   | Oro                          | Plata                     | Bronce                          |
| -------- | ---------------------------- | ------------------------- | ------------------------------- |
| Femenino | Hanka Kupfernagel · Alemania | Maryline Salvetat Francia | Kateřina Nash · República Checa |

### Femenino
| Puesto            | Ciclista                 | País            | Tiempo |
| ----------------- | ------------------------ | --------------- | ------ |
| Medalla de oro    | Hanka Kupfernagel        | Alemania        | 35:23  |
| Medalla de plata  | Maryline Salvetat        | Francia         | 35:26  |
| Medalla de bronce | Kateřina Nash            | República Checa | 35:26  |
| 4                 | Christel Ferrier-Bruneau | Francia         | 35:45  |
| 5                 | Daphny van den Brand     | Países Bajos    | 35:53  |
| 6                 | Saskia Elemans           | Países Bajos    | 36:16  |
| 7                 | Pavla Havlíková          | República Checa | 36:59  |
| 8                 | Helen Wyman              | Reino Unido     | 37:08  |

| Predecesor: · Hittnau 2007 · Suiza | Campeonato Europeo de Ciclocrós VI edición | Sucesor: · Hoogstraten 2009 · Bélgica |

- Datos: Q3652594